# Markengemeinschaft
Eine Markengemeinschaft (engl.: brand community) bezeichnet eine Fangemeinschaft einer Unternehmensmarke. Mitglieder der Markengemeinschaft weisen häufig ein starkes Interesse an der Marke, sowie ein hohes Wissen darüber auf.

## Begriff
Der Begriff „Markengemeinschaft“ wurde erstmals von Albert Muniz Jr. und Thomas C. O’Guinn in ihrem Paper mit dem Titel „Brand Community“, das 2001 im Journal of Consumer Research (SSCI) veröffentlicht wurde, verwendet. Die Autoren definierten das Konzept als „eine spezialisierte, nicht geografisch gebundene Gemeinschaft, die auf einem strukturierten Satz sozialer Beziehungen zwischen Anhängern einer Marke basiert.“

## Interne Markengemeinschaft
Als interne Markengemeinschaft (engl.: internal brand community) wird die Gemeinschaft der Markenanhänger innerhalb eines Unternehmens selbst bezeichnet.

## Externe Markengemeinschaft
Als externe Markengemeinschaft (engl.: external brand community) wird die Gemeinschaft der Markenanhänger außerhalb eines Unternehmens bezeichnet. Hierbei kann es sich beispielsweise um Kunden handeln.

## Digitalisierung der Markengemeinschaft
Markengemeinschaften entstehen und interagieren zunehmend online, beispielsweise auf Social-Media-Plattformen. Digitale Markengemeinschaften bieten den Fans eine noch größere Sichtbarkeit, Mitsprache und Diskussionsmöglichkeit und damit das, was Henry Jenkins eine partizipative Kultur nennt.

## Beispiele
Als Beispiele für Markengemeinschaften werden häufig die Anhänger der Marken Harley-Davidson, Saab und Apple genannt. Moderne, flexible Formen sind auch kommerzielle Run Clubs, die Sportvereine ersetzen und von Sportartikel-Herstellern ausgerüstet werden.